# Wandladestation

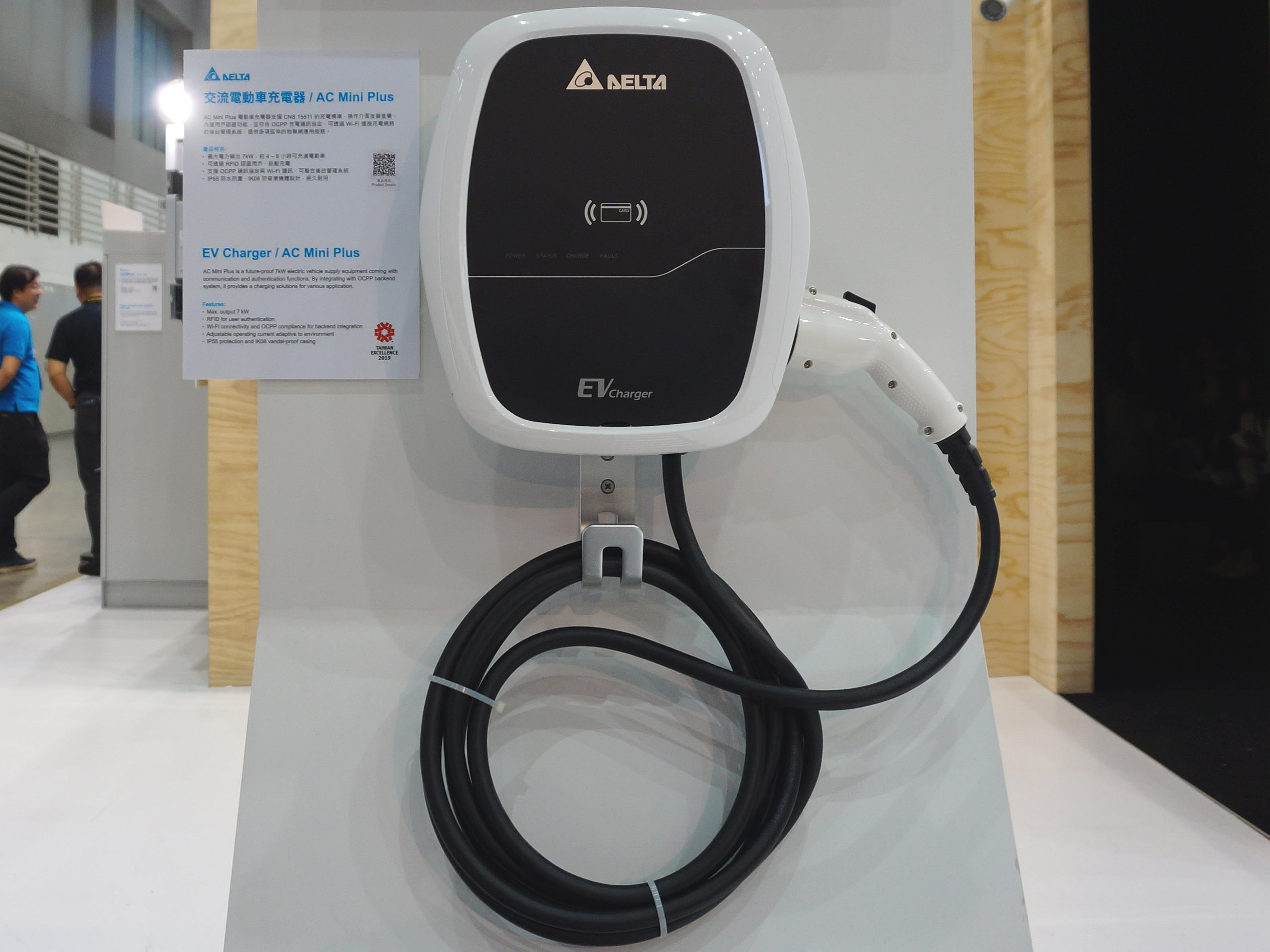
Einfache Wandladestation mit Ladekabel

Als Wandladestation oder Wallbox (Scheinanglizismus von englisch wall box ‚Wandkasten‘) wird eine Ladestation für Elektroautos bezeichnet, die für die Befestigung an einer Wand oder Säule vorgesehen ist. Die Wandladestation stellt die Verbindung des Fahrzeugs zum Stromnetz bereit, übernimmt die Kommunikation in Richtung Bordladegerät zur verfügbaren Stromstärke und kann auch weitere Funktionen zur Verfügung stellen.
Der Begriff der Wandladestation bzw. Wallbox ist in keiner Norm definiert und umfasst Ausführungen von der einfachen Anschlussvariante wie etwa einer Drehstromsteckdose bis hin zum vernetzten Ladeanschluss, der mehrere Ladepunkte koordiniert und mit der Hausinstallation (z. B. Photovoltaikanlage, Batteriespeicher) kommuniziert. Im allgemeinen Sprachgebrauch stellt eine Wandladestation heute eine Anschlussmöglichkeit nach IEC 62196 zum Laden von Elektrofahrzeugen bereit.
Wallbox ist zudem die Firma eines spanischen Herstellers von Wandladestationen und die Marke seiner Produkte.

## Nutzen

### Lademöglichkeiten ohne Wandladestation
Grundsätzlich können nahezu alle Elektrofahrzeuge auch ohne Wandladestation mit Wechselstrom geladen werden.
Beim Anschluss an „normalen“ Niederspannungsnetz-Haushaltssteckdosen kann wegen der Absicherung durch Leitungsschutzschalter mit maximal 16 Ampere (A) nur relativ wenig Leistung übertragen werden (bei 16 A: 3,7 kW, bei 10 A: 2,3 kW). Hierdurch kann der Ladevorgang je nach Akkukapazität bis zu 40 Stunden dauern. Auf eine den aktuellen Vorschriften entsprechende und intakte Elektroinstallation ist hierbei wegen der hohen Dauerbelastung besonders zu achten.
Höhere Ladeleistungen und mehr Sicherheit bieten entsprechend verstärkte Elektroinstallationen mit blauen (einphasigen) oder roten (dreiphasigen) CEE-Steckverbindern nach IEC 60309, die mit bis zu 32 A abgesichert werden können und dann Ladeleistungen bis zu 7,4 kW (einphasig) bzw. 22 kW (dreiphasig) bieten. Jedoch gibt es leistungsbedingt verschiedene CEE-Steckverbinder, sodass für jeden Ladepunkt die jeweils passenden Adapter benötigt werden würden.
Zur Vereinfachung des Ladevorgangs wurden daher weltweit verschiedene Ladestecker entwickelt. In der EU wurde der Ladestecker Typ 2 in IEC 62196 als Standard übernommen. In der EU haben praktisch alle dort vertriebenen Wandladestationen sowie die Mehrheit der Elektroautos einen derartigen Anschluss. Elektroautos mit CHAdeMO-Anschluss oder ältere Fahrzeuge von Tesla werden mit einem Adapter geliefert.
Bei allen derartigen Anschlussarten liegen der Ladeelektronik im Auto keine Informationen darüber vor, welche Leistung der Anschluss maximal bereitstellt. Lädt das Auto mit zu geringer Leistung, erhöht dies die Ladedauer, bei zu hoher Leistung löst der Leitungsschutzschalter aus und es kann gar nicht geladen werden. Wenn die maximale Ladeleistung im Auto oder einer In-Kabel-Kontrollbox eingestellt werden kann, muss der Benutzer diese an jedem Ladepunkt individuell in Erfahrung bringen und selbst einstellen. Soll mehr als ein Fahrzeug über dieselbe Zuleitung und Absicherung gleichzeitig geladen werden, kann die maximale Ladeleistung dennoch überschritten werden.

### Vorteile einer Wandladestation
Eine Wandladestation bietet folgende Vorteile:
- Durch die Ausstattung mit einer Typ-2-Buchse bzw. einem fest angeschlagenen Typ-2-Kabel ist das Vorhalten von Adaptern mit den meisten Elektroautos überflüssig.
- Die Wallbox kommuniziert mit dem Fahrzeug über die maximal verfügbare Leistung und gleicht diese mit der vom Fahrzeug maximal umsetzbaren Ladeleistung, so dass ohne Zutun des Benutzers immer mit der gesamthaft maximal möglichen Leistung geladen werden kann.
- Bei entsprechender Ausstattung können sich mehrere Wandladestationen mit gemeinsamer Zuleitung untereinander bzgl. der maximalen Leistung an jedem Ladepunkt abstimmen (Load Balancing).
- Die erhöhte Ladeleistung kann den Wirkungsgrad verbessern und Ladeverluste verringern.[4][5]
- Erhöhte Sicherheit:
  - Die Buchsen werden erst mit Strom versorgt, wenn eine sichere Verbindung zum Fahrzeug hergestellt wurde.
  - Die Kabelbuchsen werden während des Ladevorgangs im Fahrzeug verriegelt und können erst abgezogen werden, wenn sie nicht mehr unter Spannung stehen.
  - Bei vielen Wallboxen gibt es eine separate Absicherung mit eigenem Fehlerstromschutzschalter.
- Wallboxen können je nach Ausführung auf verschiedene Art gegen Missbrauch (insbesondere Stromdiebstahl) gesichert werden.
- Protokollierung: Je nach Ausführung können Daten bzgl. der Ladevorgänge protokolliert werden, zum Beispiel für Abrechnungen gegenüber mehreren Benutzern, dem Finanzamt oder Arbeitgeber oder für statistische Auswertungen und Kostenübersichten.
- Vernetzung und Steuerung: Über eine Vernetzung mit dem LAN oder Internet kann je nach Ausführung der Stand des Ladevorgangs mit einem Smartphone, PC oder ähnlichem überwacht werden; ebenso kann er manuell oder automatisiert gesteuert werden, etwa um nur den überschüssigen Strom einer Photovoltaikanlage oder besonders günstige Stromtarife zu nutzen. Die Einbindung in Smart-Home-Applikationen ist möglich.

## Varianten und Anschlussleistungen
Wandladestationen für Europa besitzen entweder eine Typ-2-Einbaubuchse für das fahrzeugseitige Ladekabel oder ein montiertes Ladekabel mit Kabelbuchse für den fahrzeugseitigen Typ-2-Einbaustecker.
Im Vergleich zu öffentlichen Ladestationen können private Wandladestationen einfacher aufgebaut sein. Sie bieten in der Regel weder Gleichstromladen noch Bezahlfunktionen und sind in geringerem Umfang vor Vandalismus geschützt. Einige Modelle sind zudem nur für die Installation im Innenbereich von Gebäuden (Garagen etc.) konstruiert.

### Ladeleistung
Kleinere Wandladestationen werden netzseitig an das 230-V-/16-A-„Haushaltsnetz“ einphasig angeschlossen und es kann mit bis zu 3,68 kW geladen werden, was eine sehr lange Ladedauer zur Folge hat. Die meisten Wandladestationen für den privaten Bereich können an Drehstrom mit 3 × 230 V und 16 A (11 kW maximale Ladeleistung) angeschlossen werden. Die Versorgung mit Drehstrom ist in Europa der Regelfall am Hausanschlusskasten, da etwa Elektroherde ebenfalls diese Anschlusswerte besitzen. Ein Nachladen mit 11 kW bei entsprechendem Bordladegerät reduziert die Ladezeit auf ca. ein Drittel im Vergleich zum Laden an einer Haushaltssteckdose. Leistungsstärkere Lader im Fahrzeug werden entsprechend durch die Elektronik der Wandladestation automatisch gedrosselt. Vorteilhaft ist der einfache Aufbau dieser Wandladestationen, da neben dem dreiphasigen Laden auch die standardmäßigen Bordladegeräte mit 230 V (max. 3,6 kW) ohne weitere Absicherung auf einer Phase betrieben werden können. Größere Wandladestationen können mit 32 A (22 kW) oder 63 A (44 kW) ausgeführt werden und ermöglichen bei entsprechend leistungsstarken fahrzeugseitigen Ladegeräten (etwa Renault Zoe) noch deutlich kürzere Ladezeiten. Modular aufgebaute Ladestationen können auf eine höhere Anschlussleistung umgerüstet werden.
Die tatsächlich realisierbare Ladeleistung richtet sich neben der Begrenzung durch den Anschluss auch nach der Leistungsfähigkeit des eingebauten Bordladers und der Batterie - beispielsweise können ältere Lithiumbatterien bei Minusgraden nur geringere Ladeströme ohne Schäden aufnehmen. Durch Kommunikation zwischen dem Elektroauto und dem Ladegerät ist die maximal erreichbare Ladeleistung festgelegt. Niedrigere Ladeleistungen können meist in den Einstellungen des Elektroautos gewählt werden und belasten den Akku geringer. Die technische Umsetzung mit den leistungsfähigeren Bauteilen verteuert diese Wandladestationen.
Einen Sonderfall stellen einphasige Ladegeräte mit mehr als 3,6 kW dar. Vor allem im asiatischen und amerikanischen Markt sind Verteilnetze auf Niederspannungsebene einphasig ausgelegt und die Fahrzeughersteller verbauen oftmals nur ein universelles einphasiges Ladegerät zur weltweiten Nutzung. Zur beschleunigten Ladung dieser Fahrzeuge sind entsprechend dimensionierte und abgesicherte Zuleitungen erforderlich. Soll ein solches Fahrzeug geladen werden, empfiehlt sich eine stärkere Wandladestation für Drehstrom, die dann auch einphasig eine höhere Leistung bereitstellt. Dabei sind in Deutschland zur Vorbeugung einer netzseitigen Schieflast die von den Netzbetreibern in der TAB sowie der VDE-AR-N 4100 festgeschriebene Grenzen zu beachten; technisch ist das Laden möglich.
Wandladestationen mit erheblich niedrigerer Auf- und Abgabeleistung zum Aufladen der Starterbatterie und zur Versorgung einer Standheizung sind in Teilen Skandinaviens seit einigen Jahrzehnten weit verbreitet.

### Kommunikation und Steuerbarkeit
Die Wandladestation dient als Schnittstelle zur vorgelagerten Netzinstallation und übernimmt die zum Laden notwendige Kommunikation mit dem Auto. Dabei teilt die Box dem Fahrzeug mit, welche Stromstärke für das Auto zur Verfügung steht. Das Ladegerät ist bei der Ladung nach IEC 62196 Mode 1 bis 3 im Fahrzeug integriert. Die Wandladestation kann somit als intelligenter An/Aus-Schalter mit mehreren Sicherheitsebenen („intelligenter Stromschalter“) beschrieben werden. Sie bieten in der Regel die Möglichkeit, den maximalen Strombezug einzustellen. Bei niedriger Einstellung senkt der Bordlader die Ladeleistung entsprechend, was die notwendige Ladezeit erhöht. Dies kann sinnvoll sein, wenn an der vorgelagerten (Haus-)Installation noch andere Verbraucher zeitgleich betrieben werden oder z. B. nur der Strom einer Photovoltaikanlage zum Laden genutzt werden soll.
Neben der Kommunikation zum Fahrzeug können verschiedene Kommunikationsmöglichkeiten (z. B. WLAN, Bluetooth, LTE, Powerline, RS485, Modbus usw.) in die Wandladestation integriert sein. Auch können verschiedene Möglichkeiten zur rechtmäßigen Authentifizierung oder Autorisierung für den Nutzer wie Schlüsselschalter, Magnetschalter, RFID fabrikatsabhängig umgesetzt werden. Zudem können MID-Stromzähler zur Aufzeichnung und Abrechnung der Ladevorgänge eingebaut werden. Teilweise ist auch eine Steuerung mittels Smartphone möglich.
Einige Wandladestationen unterstützen dynamische Stromtarife (Variabler Tarif), um das Auto dann zu laden, wenn der aktuelle Strompreis besonders niedrig ist. Zu diesen Zeiten ist besonders viel erneuerbare Energie im Netz vorhanden, wodurch sich neben der Kostenersparnis die Ökobilanz des Elektroautos deutlich verbessert und das Stromnetz entlastet wird.
Eine andere Steuerungsmöglichkeit ist das Überschussladen in Kombination mit einer eigenen PV-Anlage. Dabei regelt die Wandladestation die Ladeleistung in Abhängigkeit des überschüssigen Solarstroms, der nicht von Haushaltsgeräten verbraucht wird. Dies erhöht den PV-Eigenverbrauchsanteil, was wirtschaftlich ist und ebenfalls das Stromnetz entlastet. Wallboxen, welche die Funktion nicht integriert haben, können durch ein externes Gerät oder durch eine Cloud-Lösung gesteuert werden.

### Mobile Ladebox

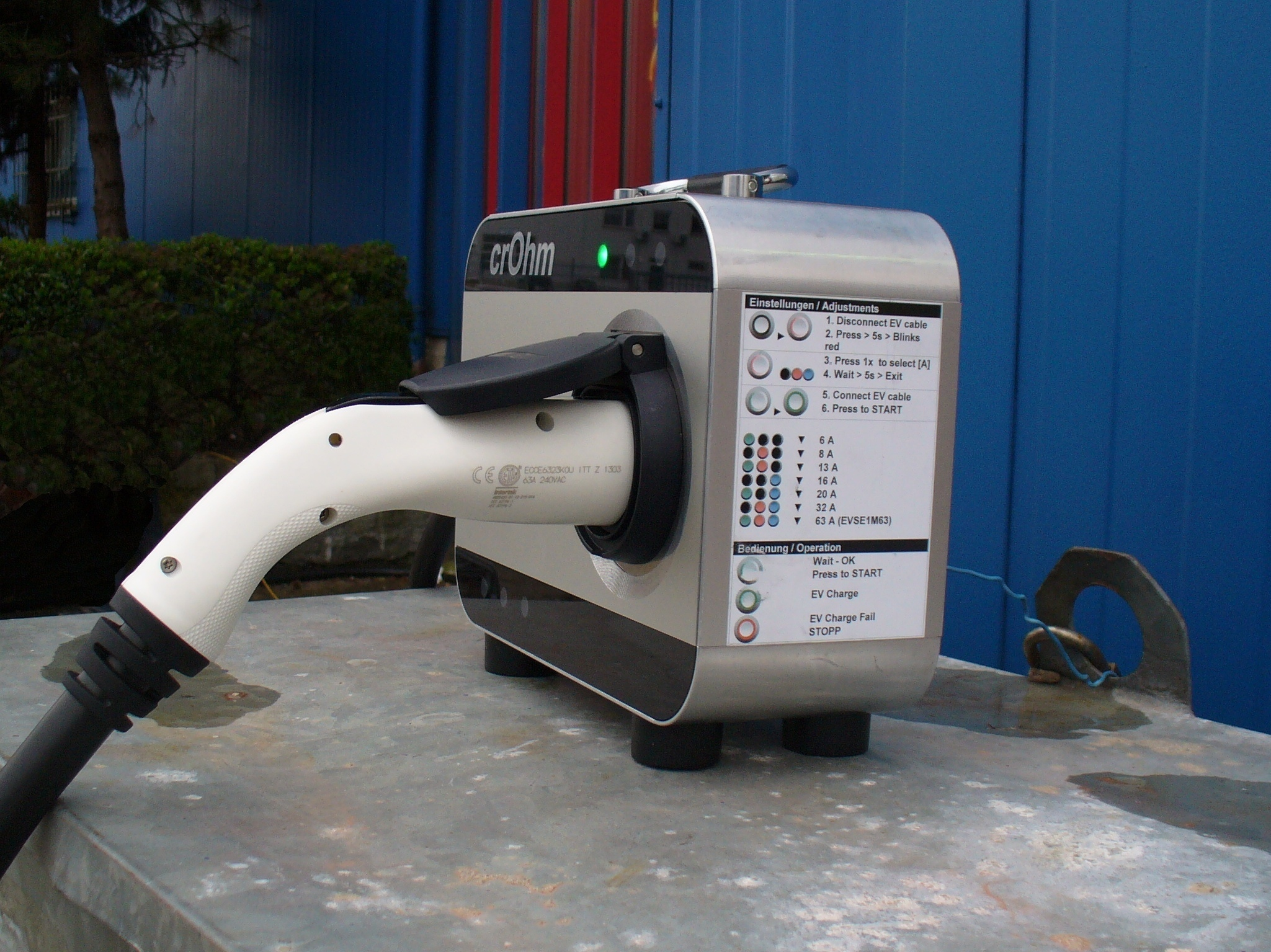
Mobile Typ-2-Ladebox mit Einstellmöglichkeiten von 6 bis 63 A Netzstrom

Alternativ zur Wandladestation gibt es mobile Ladeboxen, insbesondere In-Kabel-Kontrollboxen (ICCB), sowie abnehmbare Wandladestationen mit Anschlussstecker für eine CEE-Steckdose. Hiermit ist – teils mit entsprechenden Adaptern – das Laden an beliebigen CEE- oder Schuko-Steckdosen möglich. Auch kann bei diesen der maximal dem Bordladegerät zur Verfügung gestellte Strom begrenzt werden, da bei zu hoher Stromeinstellung an der Ladebox und entsprechend leistungsfähigem Bordladegerät die Absicherung der vorgelagerten Installation auslösen würde. Die mobile Ladebox besitzt fahrzeugseitig einen Typ-2-Anschluss (Buchse oder Anschlusskabel) und es ist je nach Ausführung eine Fehlerstromüberwachung und/oder Erdungserkennung integriert. Netzseitig wird meist über eine genormte CEE-Steckverbindung (meist 16 oder 32 A CEE-Stecker) die Verbindung mit dem Stromnetz hergestellt. Über Adapter kann so an nahezu allen Stromanschlüssen geladen werden, auch an Haushaltssteckdosen. Die Anzahl der möglichen nutzbaren Ladepunkte steigt dadurch sehr stark.
Mobile Ladestationen haben durch ihren hohen Anschaffungspreis bei Einsatz außerhalb gesicherter Räume allerdings eine hohe Diebstahlgefahr, womit ggf. ein erhöhter Aufwand bei der Sicherung der Ladestation beim Anschließen vor sowie dem Verstauen nach dem Ladevorgang einher geht.

## Genehmigungsverfahren und Förderung

### Deutschland
Nach den in Deutschland anzuwendenden Technischen Anschlussbedingungen und der VDE-AR-N 4100 ist zur Installation einer Wandladestation mit einer Anschlussleistung bis 11 kW durch den beim zuständigen VNB eingetragenen Installateur das „Datenblatt Ladeeinrichtungen für Elektrofahrzeuge (B3)“ auszufüllen und die Installation anzuzeigen. Soll eine Ladestation mit mehr als 4,7 kW (einphasig) oder 11 kW (dreiphasig) installiert werden, so ist dies mit dem Netzbetreiber abzustimmen. Seit dem 1. Januar 2024 erfolgt die Inbetriebnahme aller Verbrauchseinrichtungen mit einer Leistung ab 4,2 kW gemäß §14a EnWG. Der Netzbetreiber darf demnach den Betrieb einer Ladestation nicht ablehnen. Der bisherige Genehmigungsprozess von Wallboxen mit 22 kW Ladeleistung entfällt. Im Gegenzug erhält der Netzbetreiber das Recht, die Ladeleistung der Ladestation bei der Gefahr einer Stromnetzüberlastung kurzzeitig anzupassen und zu reduzieren. Dieser Vorgang wird auch als „Dimmen“ bezeichnet. Die Steuerung darf nur in Notfällen erfolgen, pro Tag maximal zwei Stunden andauern und muss vom Netzbetreiber transparent und nachvollziehbar dokumentiert werden. Auch im Fall einer Drosselung werden jeder Ladestation vom Netzbetreiber mindestens 4,1 kW / 6 A zur Verfügung gestellt.
Die Installation einer Wandladestation wurde und wird in Deutschland durch verschiedene Stellen auf Bundes-, Landes- und kommunaler Ebene finanziell gefördert.

### Österreich
In Österreich gibt es diverse bau- und gewerberechtliche Bestimmungen, die bei der Errichtung von Ladestationen zu beachten sind. Es wird dabei zwischen Betrieben und Privaten unterschieden. Die Vorschriften sind nicht in allen Bundesländern dieselben. Ob die Errichtung bewilligungsfrei, anzeigepflichtig oder genehmigungspflichtig ist, kann zudem beispielsweise davon abhängen, ob die Ladestation im Freien oder in einer Garage bzw. einem Gebäude errichtet werden soll, ob ein Fundament benötigt wird oder welche elektrische Anschlussleistung (maximale Ladeleistung) angestrebt wird.
Wandladestationen werden in Österreich mit bis zu 600 Euro gefördert. Für intelligente OCPP-fähige Ladestation in Mehrparteienhäuser beträgt die Förderung zwischen maximal 900 Euro (Einzelanlage) und 1.800 Euro (Gemeinschaftsanlage).

### Schweiz
Bevor man eine Ladestation einrichtet, sind verschiedene Genehmigungs- und Kommunikationsverfahren zu beachten, die sich je nach Kanton und Gemeinde unterscheiden können:
- Installation ohne Baugenehmigung: Oftmals können Ladestationen auf bestehenden Parkplätzen ohne Baugenehmigung eingerichtet werden, wobei Mieter die Zustimmung des Vermieters und Stockwerkeigentümer die Mehrheit ihrer Miteigentümer benötigen.
- Kommunikation mit dem regionalen Netzbetreiber: Eine Installationsanzeige ist erforderlich und in manchen Fällen auch ein Anschlussgesuch.
- Baubewilligungsverfahren: Es ist ratsam, sich vorab mit der Gemeinde abzustimmen, ob eine Baugenehmigung notwendig ist.

Finanzierungsmöglichkeiten und Subventionen: Es gibt unterschiedliche Unterstützungen für den Ausbau der Ladeinfrastruktur. Gemeinden und Energieunternehmen subventionieren bis zu 60 % der Installationskosten für Ladeinfrastrukturen. Verschiedene Kantone bieten eigene Förderprogramme an. Zum Beispiel hat der Kanton Zürich ein CHF 50-Millionen-Programm für Ladeinfrastrukturen, während der Kanton Aargau die Ladeinfrastrukturberatung mit CHF 350 unterstützt.

## Sicherheitsvorschriften
Die Anforderungen an Wandladestationen sind in IEC 61851 beschrieben, welche von der International Electrotechnical Commission (IEC) gepflegt wird. Die Norm ist in Deutschland als DIN EN IEC 61851 bzw. VDE 0122-1, in Österreich als ÖVE/ÖNORM EN IEC 61851, in der Schweiz als SN EN IEC 61851 umgesetzt. Nach IEC 61851 muss jede Wandladestation einen Überstrom- sowie Fehlerstrom-Schutzschalter (RCD) besitzen. Zudem ist für die Installation von Wallboxen in Deutschland die DIN VDE 0100-722 (IEC 60364-7-722) anzuwenden. Dadurch soll eine umfassende Absicherung gegen Kabelbrände und Stromunfälle gewährleistet werden.
Der Überstromschutz stellt die Absicherung der Zuleitung dar und kann z. B. mit Schmelzsicherungen oder Leitungsschutzschaltern realisiert werden. Die VDE 0100-722 gibt zudem vor, dass mindestens jede Wandladestation nach IEC 61851 als eigener Stromkreis zu betrachten ist.
Durch die Elektronik der Fahrzeugladegeräte kann ein Fehlergleichstrom entstehen und über den Schutzleiter abfließen. Der in Elektroanlagen vorgeschriebene Fehlerstrom-Schutzschalter Typ A benötigt jedoch eine alternierenden (Wechsel-)Strom und kann einen Gleichstromfehler durch seine physikalischen Eigenschaften nicht detektieren. Für den Fehlerstrom-Schutz definiert die Norm IEC 62196 daher zwei Möglichkeiten; die Verwendung eines allstromsensitiven Fehlerstrom-Schutzschalter vom Typ B (oder Typ B+) oder einen Fehlerstrom-Schutzschalter vom Typ A in Verbindung mit einer Fehlergleichstrom-Überwachung nach IEC 62955 mit IΔn DC ≥ 6 mA. Dabei kann der Fehlerstrom-Schutzschalter bzw. die Fehlergleichstrom-Überwachung in der Wandladestation, in der Hausinstallation oder an beiden Stellen angeordnet werden. Dabei sind nach VDE 0100-722 für jeden Anschlusspunkt einer Wallbox diese Schutzmaßnahmen umzusetzen.